# Telmatoscopus tetraspiculatus
Telmatoscopus tetraspiculatus és una espècie d'insecte dípter pertanyent a la família dels psicòdids que es troba a Europa: Grècia.